# 魯本王朝
魯本王朝是一個由亚美尼亚人創建的王朝，其統治疆域主要位於奇里乞亚地區，並最終演變為奇里乞亚亚美尼亚王国。王朝的名稱源自其奠基人魯本一世 。魯本王朝於1080年成立時，統治者的頭銜為奇里乞亞親王，日後方改稱國王，該國的國祚一直延續到13世紀中葉時被海屯王朝所取代。
魯本王朝新建立的亞美尼亞政權與歐洲諸國建立起相當密切的關係，並在十字軍東征期間扮演舉足輕重的腳色，該國不僅成為基督教軍隊前往聖城耶路撒冷途中的避風港，同時也是十字軍獲取補給品的重要來源。亞美尼亞人與十字軍家族之間的通婚極為普遍，歐洲的宗教、政治和文化對王朝影響深遠。

## 魯本王朝親王
- 魯本一世（1080年/1081年/1082年－1095年）
- 君士坦丁一世（1095年－1100年/1102年/1103年）
- 索羅斯一世（英语：Thoros I, Prince of Armenia）（1100年/1102年/1103年－1129年/1130年）
- 君士坦丁二世（英语：Constantine II, Prince of Armenia）（1129年/1130年）
- 莱翁一世（1129年/1130年－1137年）
- 索羅斯二世（英语：Thoros II, Prince of Armenia）（1144年/1145年－1169年）
- 魯本二世（英语：Ruben II, Prince of Armenia）（1169年－1170年）
- 梅萊赫（英语：Mleh, Prince of Armenia）（1170年－1175年）
- 魯本三世（英语：Ruben III, Prince of Armenia）（1175年－1187年）
- 萊翁二世（1187年－1198年/1199年）

## 魯本王朝國王
- 萊翁二世（1198年/1199年－1219年）
- 伊莎貝拉（1219年－1252年）